# Acorda Pedrinho
"Acorda Pedrinho" (estilizada em letras maiúsculas) é uma canção da banda de pop-rock brasileira Jovem Dionisio, gravada para seu álbum de estreia Acorda, Pedrinho (2022). A canção foi lançada nos formatos de download digital e streaming de maneira independente, como o quinto single do álbum de mesmo nome, em 21 de março de 2022.
Após o seu lançamento, "Acorda Pedrinho" adquiriu popularidade nas plataformas digitais e tornou-se um sucesso no TikTok, sendo utilizada em diversos vídeos da plataforma de maneira viral. 

## Antecedentes e composição
Em 2020, após o lançamento da canção "Pontos de Exclamação", a banda realizou uma viagem para o interior do Paraná, a fim de produzir seus próximos materiais. Foi nesta ocasião que surgiu a produção de "Acorda, Pedrinho". Segundo o vocalista Bernardo Pasquali, todos os dias, os membros da banda produziam uma faixa e em seu quinto dia surgiu "Acorda Pedrinho". Ele acrescentou: "O Mendão (Gustavo Mendes) chegou com o refrão e a gente precisava do verso. E aí falamos: 'Cara, vamos cantar sobre o bar'". O local em questão refere-se a uma lanchonete, conhecida como Bar do Dionísio, que serviu de inspiração para o nome da banda.
As letras da canção citam Pedrinho, um dos frequentadores do local, que possui o hábito de dormir após beber. O campeonato retratado na faixa é o de sinuca, que também acontece no local e que contém Pedrinho como um dos participantes. Fato este que impressionou os membros da banda, por que ele "só dormia, despertava e jogava". Dessa forma, o verso "acorda, Pedrinho, que hoje tem campeonato" surgiu como uma piada interna entre o Jovem Dionísio, recebendo uma base dançante em sua produção.

## Lançamento e promoção
"Acorda Pedrinho" foi lançada para download digital e streaming como o quinto single do álbum de mesmo nome em 21 de março de 2022.

## Apresentações ao vivo
Jovem Dionisio apresentou "Acorda Pedrinho" pela primeira vez em 22 de maio de 2022 durante o programa  Domingo Legal do SBT. Em 24 de maio, a banda performou a canção no Encontro com Fátima Bernardes da TV Globo. A seguir, em 27 de maio, apresentou a canção no The Noite com Danilo Gentili do SBT. Posteriormente, a banda performou a canção no Domingão com Huck da TV Globo, em 12 de junho. Além de apresentar-se em programas de televisão, a banda também apresentou "Acorda Pedrinho" em 18 de outubro, durante o Prêmio Multishow de Música Brasileira 2022.

## Desempenho comercial
Após o seu lançamento, "Acorda Pedrinho" adquiriu intensa popularidade, sobretudo no TikTok. Com o êxito na rede social, a canção atingiu a terceira colocação no Top 50 do Spotify Brasil, em sete dias. Além de atingir em 21 de maio, o topo da lista Viral 50.

## Vídeo Musical
Em 21 de março de 2022, a Jovem Dionísio lançou um vídeo promocional contendo as letras da faixa, mais tarde, em 7 de abril, lançou o vídeo musical de "Acorda Pedrinho" através do formato de curta-metragem, tendo sido dirigido pelo vocalista Pasquali com Guilherme Biglia. A produção foi filmada no Bar do Dionísio e contém a presença dos integrantes da banda. O vídeo musical narra um jogo de sinuca que percorre o tempo e acaba durando quarenta anos.

## Faixas e formatos
| Download digital / streaming |                   |         |  |
| N.º                          | Título            | Duração |  |
| 1.                           | "Acorda Pedrinho" | 2:53    |  |

## Posições nas tabelas musicais
| Tabela musical (2022)               | Melhor posição |
| ----------------------------------- | -------------- |
| Brasil (Billboard Brazil Songs)     | 1              |
| Brasil (Pop Nacional)               | 1              |
| Brasil (Top 100 Brasil)             | 36             |
| Portugal (Billboard Portugal Songs) | 1              |

| Tabela musical (2022)     | Melhor posição |
| ------------------------- | -------------- |
| Brasil (Top 50 Streaming) | 1              |

## Histórico de lançamento
| Região | Data                | Formato(s)                 | Gravadora(s) | Ref.  |
| ------ | ------------------- | -------------------------- | ------------ | ----- |
| Várias | 21 de março de 2022 | Download digital streaming | Independente | [ 5 ] |